# Springfield, Minnesota
Springfield är en ort i Brown County i delstaten Minnesota, USA.